# Mákfélék
A mákfélék (Papaveraceae) a boglárkavirágúak (Ranunculales) rendjébe tartozó, a taxonómusok által univerzálisan elismert növénycsalád. Kozmopolita elterjedésű, mérsékelt és szubtrópusi éghajlat alatt. Legtöbb faja lágyszárú, de vannak köztük cserjék és fák is.

## Rendszerezés
Az APG I (1998) és az APG II-rendszer (2003) is a boglárkavirágúak rendjébe teszi a családot, a valódi kétszikűek közé. Az APG II-ben lehetőség volt két család opcionális leválasztására a mákfélékről, így a családnak két lehetséges leírása volt:
- Papaveraceae sensu lato, a Fumariaceae és Pteridophyllaceae családok nemzetségeit is ide sorolva;
- Papaveraceae sensu stricto, a fentiek idesorolása nélkül.

A család sensu stricto leírása megfelel a Cronquist-rendszernek (1981), kb. 26 nemzetséggel és 250 fajjal.
Az APG III-rendszerben (2009) a család sensu lato leírása mellett döntöttek, a fent említett két családot alcsaládokként beemelve.
Ezek alapján a korszerű rendszerezés:
- Mákfélék (Papaveraceae) családja
  - Füstikeformák (Fumarioideae) alcsaládja
  - Mákformák (Papaveroideae) alcsaládja
  - Pteridophylloideae alcsalád

## Fordítás
- Ez a szócikk részben vagy egészben a Papaveraceae című angol Wikipédia-szócikk ezen változatának fordításán alapul.  Az eredeti cikk szerkesztőit annak laptörténete sorolja fel. Ez a jelzés csupán a megfogalmazás eredetét és a szerzői jogokat jelzi, nem szolgál a cikkben szereplő információk forrásmegjelöléseként.